# المجهرية فائقة الدقة
المجهرية فائقة الدقة، في المجهر الضوئي، هو المصطلح الذي يجمع العديد من التقنيات، التي تسمح بالتقاط الصور بدقة أعلى من تلك التي يفرضها حد الحيود. نظرًا لانحراف الضوء، فإن الدقة في المجهر الضوئي التقليدي محدودة، كما هو مذكور (بالنسبة للحالة الخاصة للإضاءة الواسعة) بواسطة إرنست آبي في عام 1873. في هذا السياق، يصل المجهر المحدود بالحيود مع الفتحة العددية (اختصارًا: أن إيه) والضوء ذو الطول الموجي لامبدا (λ) إلى الدقة الجانبية البالغة d = λ/(2 N.A.) - a ، يمكن اتباع شكليات مماثلة للدقة المحورية (على طول المحور البصري، الدقة بالنسبة للمحور زيد، دقة العمق). تبلغ دقة المجهر الضوئي القياسي في طيف الضوء المرئي نحو 200 نانومتر أفقيًا و 600 نانومتر محوري. ومن الناحية التجريبية، يمكن قياس الدقة التي حُدّدَت من العرض الكامل عند نصف الحد الأقصى (إف دبليو إتش إم) لدالة التوزيع النقطي (بّي إس إف) باستخدام صور كائنات مماثلة للنقطة. على الرغم من أن قدرة التبيين للمجهر ليست محددة جيدًا، يُعتبر عمومًا أن تقنية الفحص المجهري فائق الدقة يقدم دقة أفضل من تلك التي حددها آبي.
تعتمد تقنيات التصوير فائقة الدقة على الحقل القريب (الفحص المجهري لنفق الفوتون بالإضافة إلى تلك التي تستخدم عدسة بندري الفائقة والفحص المجهري للمسح الضوئي في الحقل القريب) أو على الحقل البعيد. ومن بين التقنيات الأخرى التي تحسن الدقة بشكلٍ متواضع فقط (لغاية عامل من اثنين) يتجاوز حد الحيود مثل المجهر البؤري (مع ثقب صغير مغلق)، أو المجهر البؤري بمساعدة أساليب حسابية مثل إزالة الالتفاف أو إعادة تعيين وحدات البكسل على أساس الكاشف (على سبيل المثال إعادة الفحص المجهري، إعادة تعيين وحدات البكسل)، ومجهر 4 بّي آي، وكذلك تقنيات الإضاءة المجهرية المنظمة مثل إس آي إم وَ إس إم آي.
هناك مجموعتان رئيسيتان من طرق الفحص المجهري الفائق الدقة في الحقل البعيد، والتي يمكنها تحسين الدقة باستخدام عامل أكبر بكثير:
1. الدقة الفائقة الحتمية: تُظهر البواعث الأكثر استخدامًا في المجهر البيولوجي، الفلوروفور، استجابة غير خطية للإثارة، ويمكن استغلال هذه الاستجابة غير الخطية لتعزيز الاستبانة. تتضمن هذه الطرق استنفاد الانبعاثات المحفزة (إس تي إي دي) وَ جي إس دي وَ آر إي إس أو إل إف تي وَ إس إس آي إم.
2. العشوائية فائقة الدقة: إن التعقيد الكيميائي للعديد من مصادر الضوء الجزيئي يمنحهم سلوكًا مؤقتًا معقدًا، والذي يمكن استخدامه لجعل عدة فلوروفورات قريبة تبعث الضوء في أوقات منفصلة، وبالتالي تصبح قابلة للتبيين في الوقت المناسب. تتضمن هذه الطرق التصوير بالتردد البصري فائق الدقة (إس أو إف آي) وجميع أساليب تموضع الجزيء المنفرد (إس إم إل إم) مثل إس بّي دي إم و إس بّي دي إم فيمود وَ بّالم وَ إف بّالم وَ ستورم وَ دي ستورم.

في 8 أكتوبر 2014، مُنحت جائزة نوبل في الكيمياء إلى إيريك بيتزيغ وويليام مورنر وستيفان هيل، من أجل «تطور المجهر الفلوري فائق الدقة»، الذي يجلب «المجهر الضوئي إلى مقياس النانومتر».

## نبذة تاريخية
في عام 1978، طُورت الأفكار النظرية الأولى لكسر حد آبي باستخدام مجهر 4 بّي آي باعتباره مجهرًا فلوريًا للفحص الليزري البؤري حيث يُركز الضوء بشكلٍ مثالي من جميع الجوانب إلى التركيز العام المستخدم لمسح الكائن عن طريق إثارة «نقطة بنقطة» مشتركة مع الكشف «نقطة بنقطة».
جُمعت بعض المعلومات التالية (بإذن) من مراجعة مدونة الكيمياء لتقنيات الفحص المجهري للحيود الفرعي - الجزء الأول والجزء الثاني.
في عام 1986، حصل أوكونين على براءة اختراع المجهر الضوئي فائق الدقة القائم على الانبعاث المحفز.

## مزيج من التقنيات

### المجهرية النانوية للمجهر الضوئي ثلاثي الأبعاد (لِيمون)
في نظام لِيمون ثلاثي الأبعاد أصبحت الصور (المجهرية النانوية للمجهر الضوئي) باستخدام مجهر فيرتيكو إس إم آي، ممكنة من خلال الجمع بين العمليتين إس إم آي وَ إس بّي دي إم، حيث تُطبق طريقة إس إم آي أولًا، ومن ثم عملية إي بّي دي إم.
تحدد عملية إس إم آي مركز الجسيمات وانتشارها في اتجاه محور المجهر. بينما يمكن تحديد مركز الجسيمات / الجزيئات بدقة 1-2 نانومتر، يمكن تحديد الانتشار حول هذه النقطة وصولًا إلى القطر المحوري تقريبًا 30-40 نانومتر
في وقتٍ لاحق، يُحدد الموقع الجانبي للجسيم / الجزيء المفرد باستخدام طريقة إس بّي دي إم، وتُحقق دقة بضعة نانومتر.
كتطبيق بيولوجي في وضع اللون المزدوج ثلاثي الأبعاد، حُققت الترتيبات المكانية لمجموعات البروتين هير2/نيو وَ هير3، ويمكن تحديد المواقع في الاتجاهات الثلاثة لمجموعات البروتين بدقة تبلغ ما يقارب 25 نانومتر.

### المجهرية الإلكترونية والضوئية المتكاملة النسبية
يمكّن الجمع بين المجهر فائق الدقة والمجهر الإلكتروني، تصوّر المعلومات السياقية مع وضع التصنيفات التي توفرها العلامات الفلورية. يتغلب ذلك على مشكلة الخلفية السوداء التي يتركها الباحث عند استخدام مجهر ضوئي فقط. في نظام متكامل، تُدرس العينة بواسطة المجهرين في وقتٍ واحد.

### تعزيز التقنيات باستخدام الشبكات العصبية
في الآونة الأخيرة، وبسبب التطورات في حوسبة الذكاء الاصطناعي، استُخدمت شبكات عصبية للتعلم العميق من أجل تحسين الدقة الفائقة للصور الفوتوغرافية، والمجهر الضوئي من 40x إلى 100x، و 20x للمجهر الضوئي إلى 1500x لمجهر الفحص الإلكتروني من خلال عدسة عصبية، والتصوير المقطعي لانبعاث البوزيترون والفحص المجهري الفلوري.